# Carrowkeel

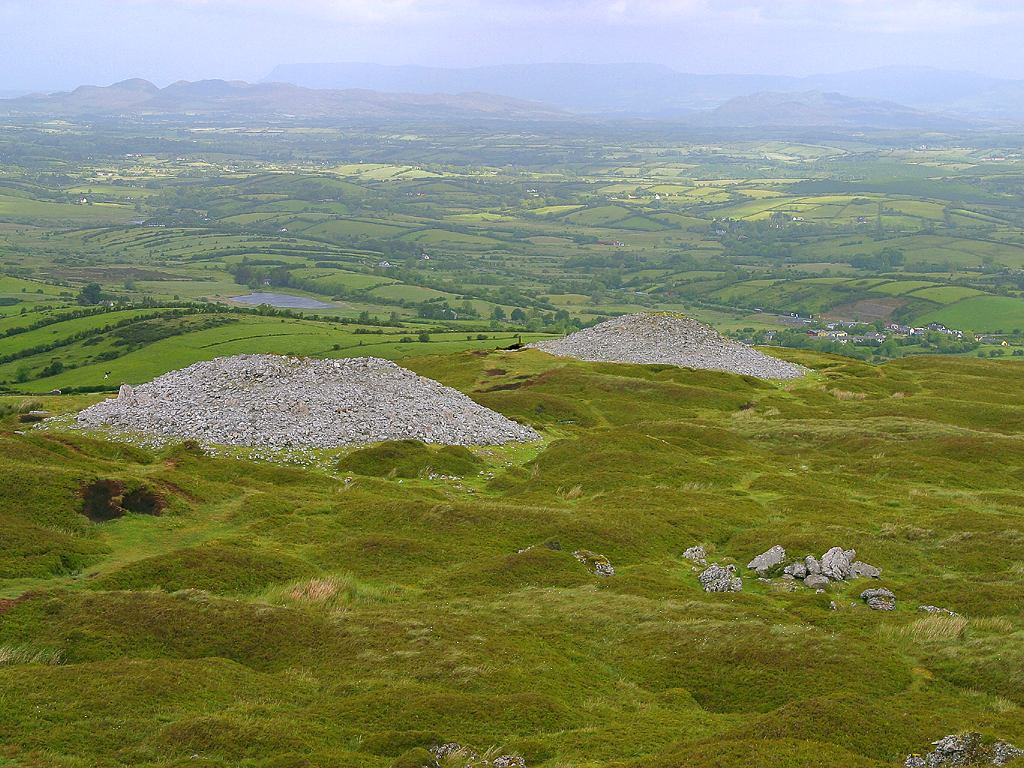
Die unteren Cairns C und D

Carrowkeel (irisch An Cheathrú Chaol „das dünne Viertel“) ist ein weitläufiger neolithischer Komplex mit zwischen 4000 und 2500 v. Chr. in der Jungsteinzeit errichteten Passage Tombs und einigen Steinkisten im County Sligo in der Republik Irland. Carrowkeel gehört zu den 5 großen „Passage tomb cemeterys“ in Irland.

## Lage
Carrowkeel liegt auf der Kalksteinhochebene der Bricklieve Mountains oberhalb des Lough Arrow, nahe der Straße N4 (Sligo-Carrick-on-Shannon) unweit des Cairns von Heapstown und des Castlebaldwin. Die weißen Steinhügel (The Pinnacle genannt) sind von weitem zu sehen. Leicht zugänglich (Parkplatz) sind die Hügel C – F.

Carrowkeel
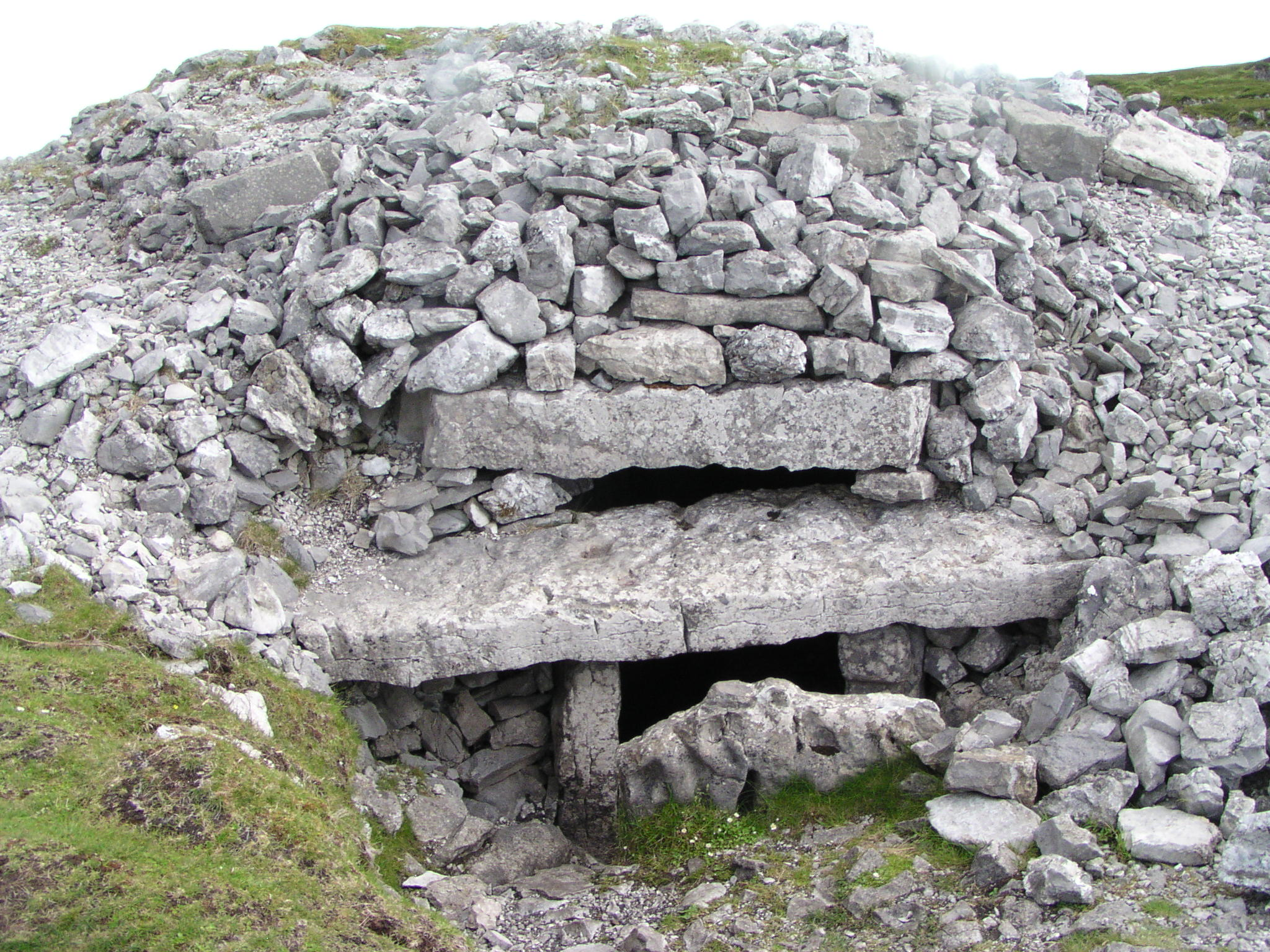
Cairn G mit dem so genannten Sonnenbriefkasten
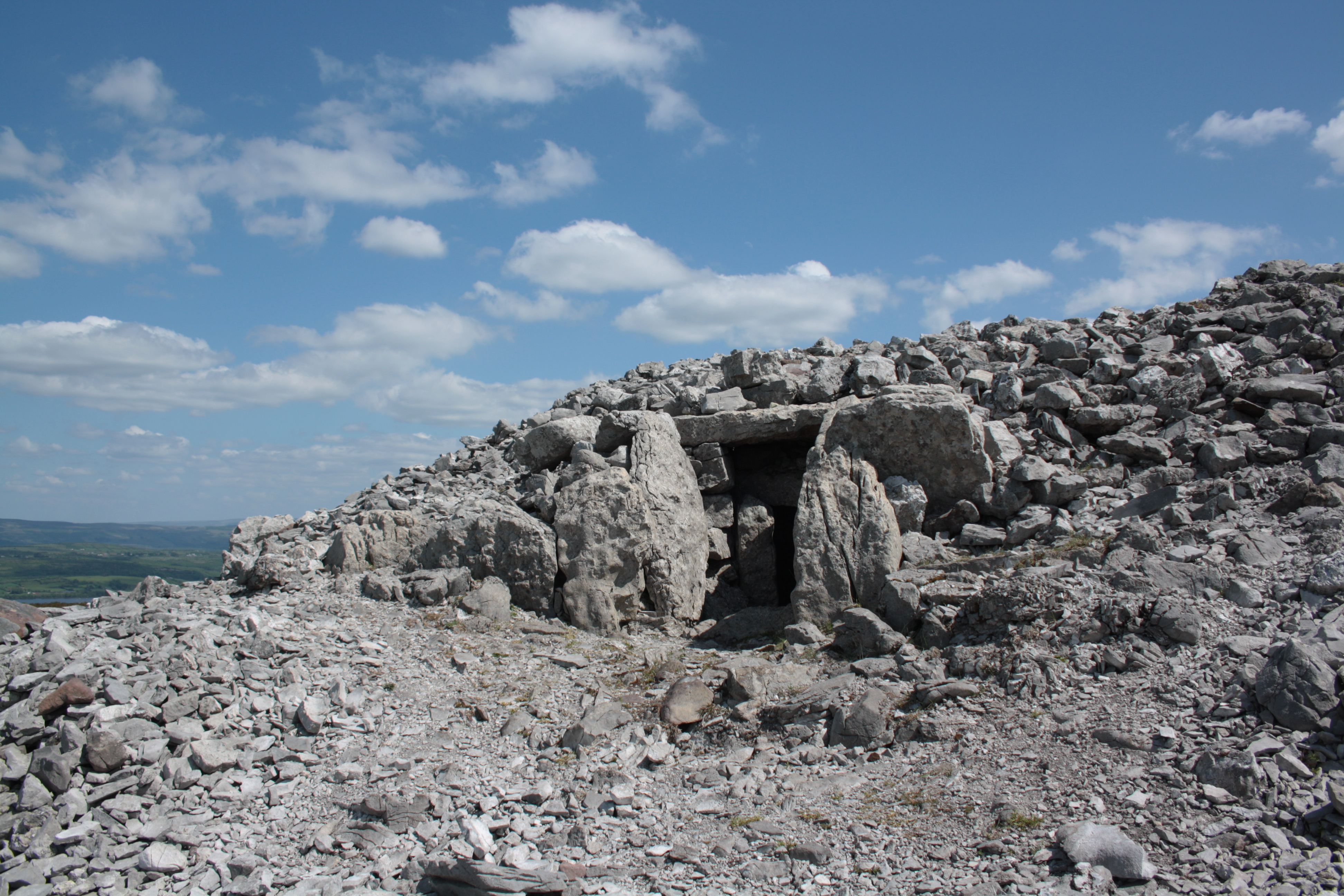
Cairn H
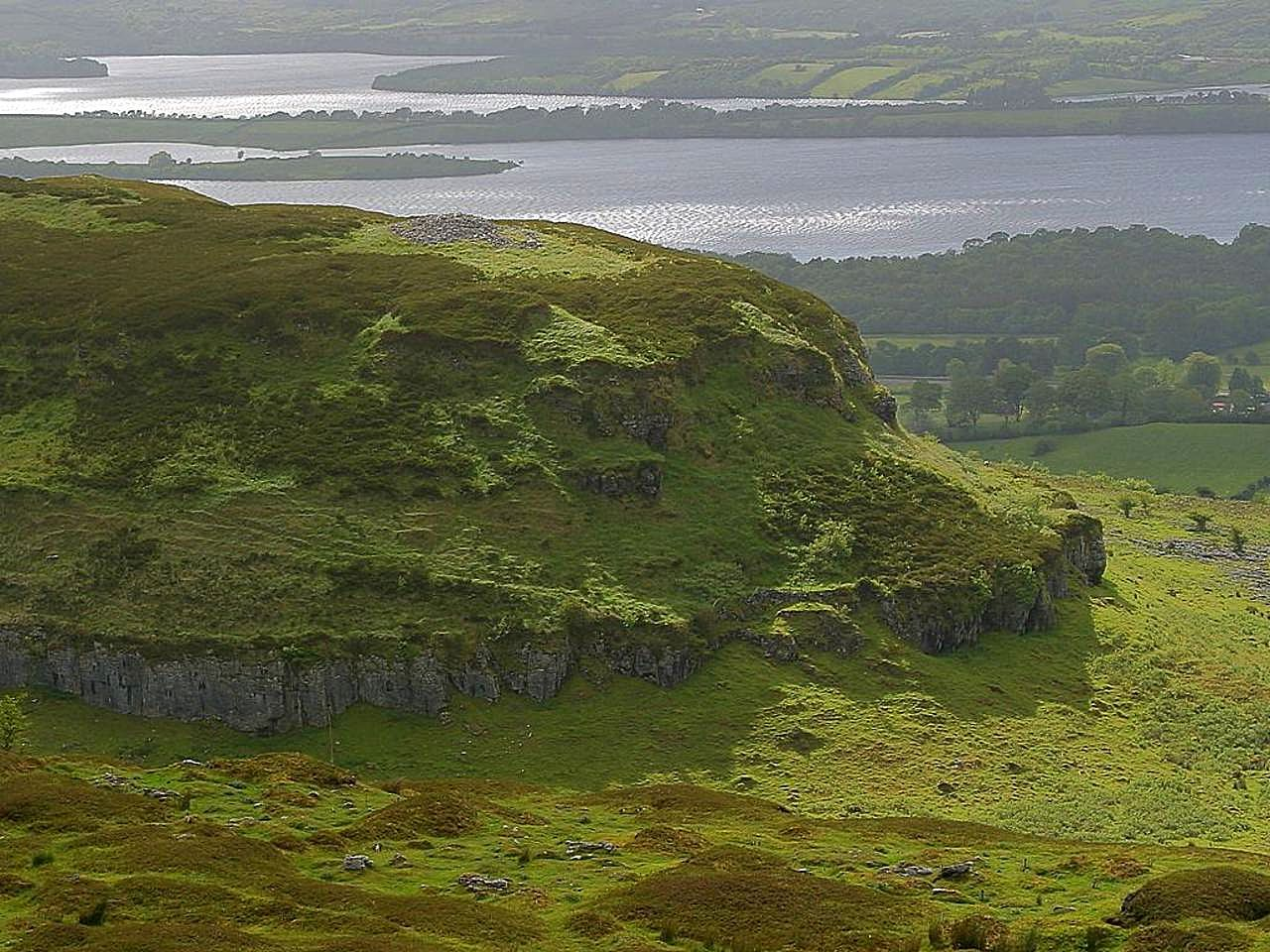
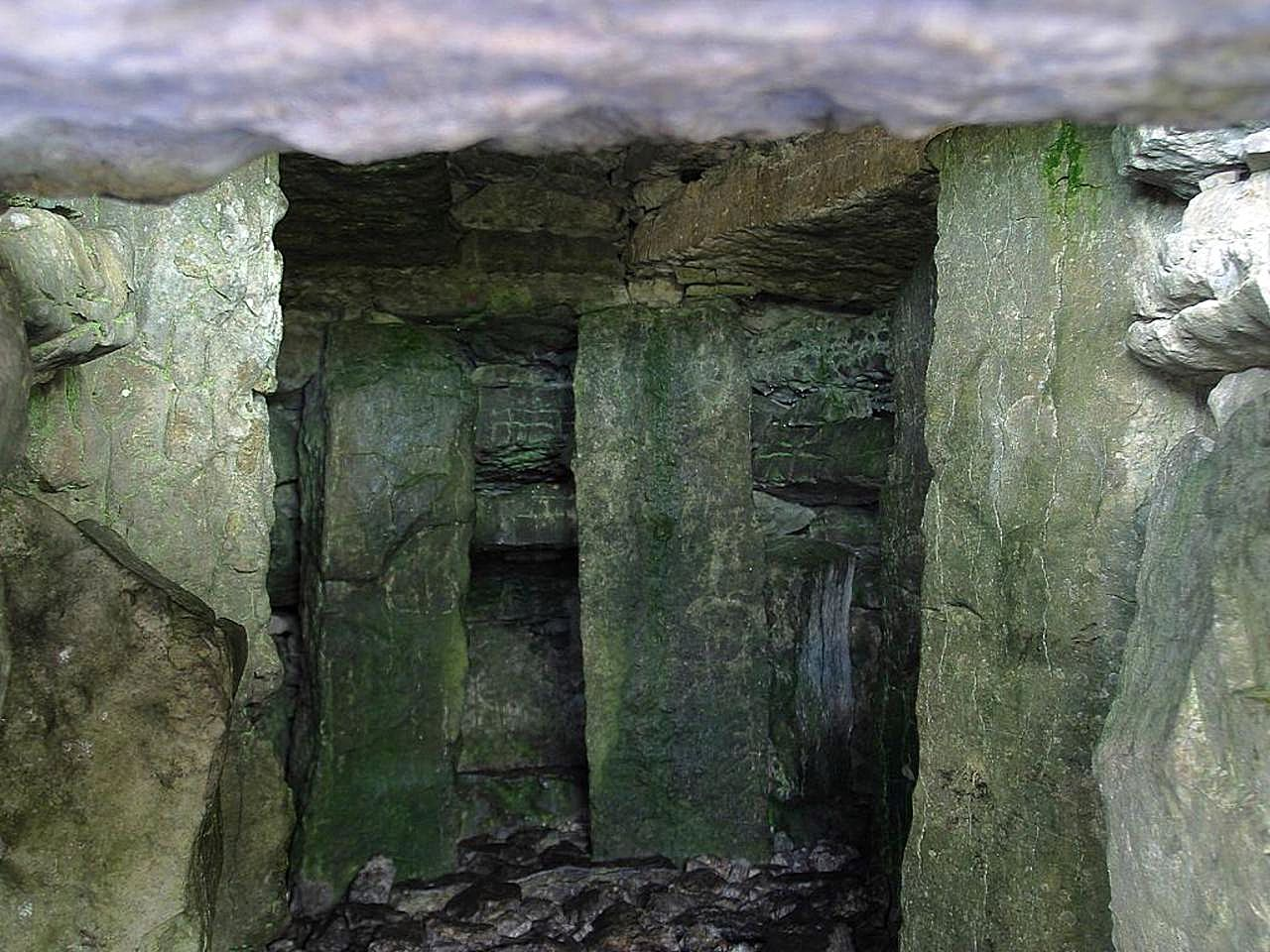
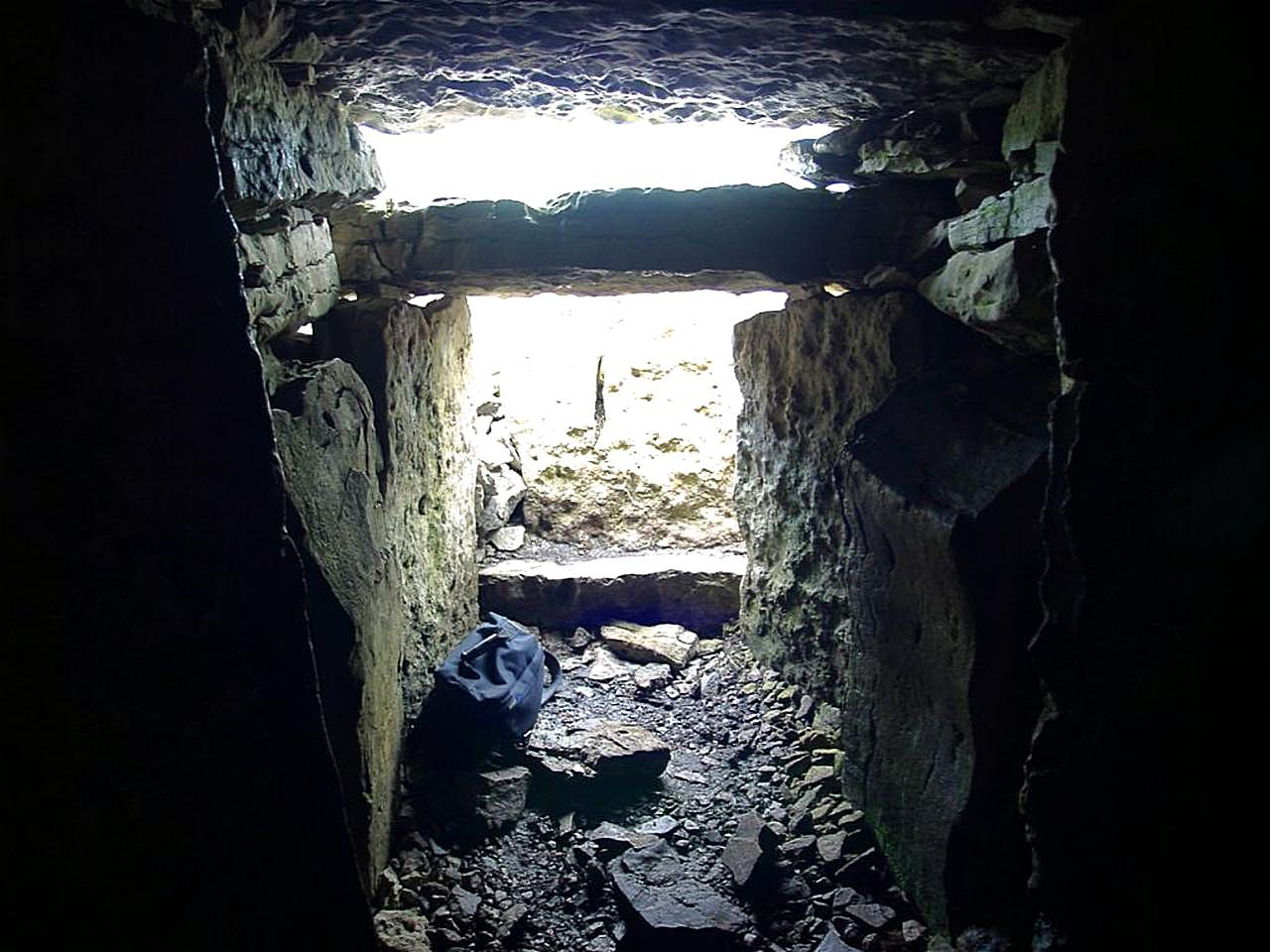
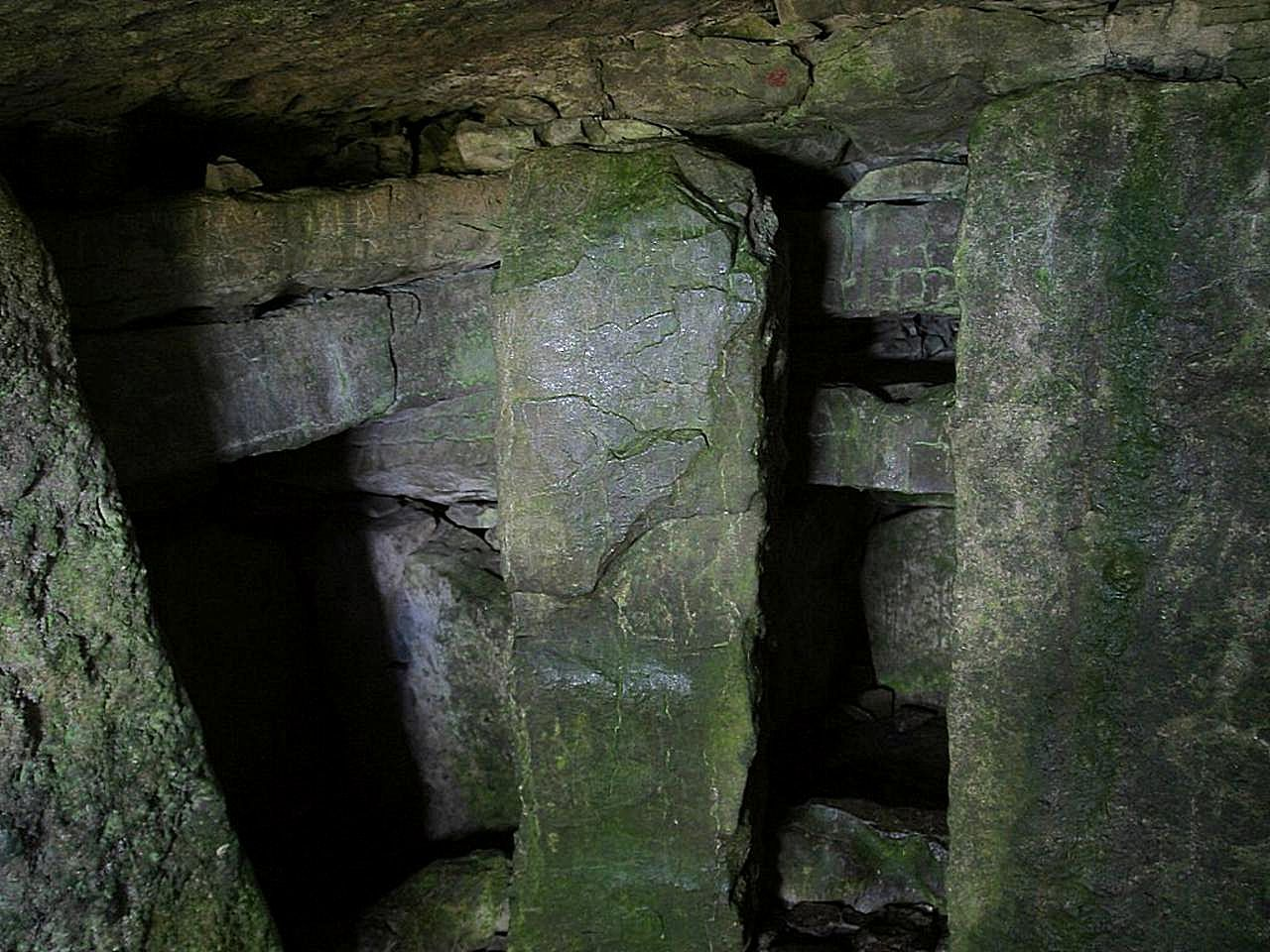

## Aufbau der Anlagen
Die 14 Großsteingräber (gekennzeichnet mit A–P) gehören zu den Anlagen vom Typ Newgrange bzw. Knowth. Bis auf den Cairn E sind ihre Hügel rund. Cairn E hat an einem Ende eine eingezogene Fassade, einen Vorhof, ähnlich wie sie Court tombs besitzen, hier aber ohne den Zugang zur Kammer. Die Dolmen mit Seitenkammern weisen drei (Cairn G), fünf oder sieben seitliche bzw. kopfständige Nischen auf. Einige haben jedoch gar keine. Cairn G und K haben etwa kreuzförmige Kammern, Cairn H hat eine abknickende Kammer wie sie in Knowth vorkommt. Die Wände wurden aus Megalithen erstellt. Cairn F hat einen Menhir in der Kammer. Die Decken aller Anlagen haben Kraggewölbe. Die Anlagen wurden 1912 ausgegraben. In der Nähe liegen die Reste von etwa 50 Bienenkorbhütten.

## Carrowkeel Ware
Carrowkeel ist der eponyme Fundort für einen groben, rauen neolithischen Keramiktyp, der gewöhnlich mit den irischen Ganggräbern vergesellschaftet ist. Die Formen umfassen im Wesentlichen offene Kumpfs und halbkugelförmige Schalen. Das weitgehend verwendete Dekor befindet sich oft auf der ganzen Außenfläche des Behälters und über den Rand und ist typischerweise eingeprägt.

## Sonstiges
Carrowkeel (irisch: An Cheathrú Chaol) ist ebenso der Name eines Dorfes in Irland. Es liegt im County Galway und hat rund 250 Einwohner. Einen Ort namens Carrowkeel gibt es auch auf Inishowen.